# Bacaniomorphus semiellipticus
Bacaniomorphus semiellipticus är en skalbaggsart som först beskrevs av Thérond 1965.  Bacaniomorphus semiellipticus ingår i släktet Bacaniomorphus och familjen stumpbaggar. Inga underarter finns listade i Catalogue of Life.